# LLCFC1
LLCFC1 (англ. LLLL and CFNLAS motif containing 1) – білок, який кодується однойменним геном, розташованим у людей на 7-й хромосомі. Довжина поліпептидного ланцюга білка становить 122 амінокислот, а молекулярна маса — 13 527.
| 10         |  | 20         |  | 30         |  | 40         |  | 50         |
| ---------- |  | ---------- |  | ---------- |  | ---------- |  | ---------- |
| MPPLAPQLCR |  | AVFLVPILLL |  | LQVKPLNGSP |  | GPKDGSQTEK |  | TPSADQNQEQ |
| FEEHFVASSV |  | GEMWQVVDMA |  | QQEEDQSSKT |  | AAVHKHSFHL |  | SFCFSLASVM |
| VFSGGPLRRT |  | FPNIQLCFML |  | TH         |  |            |  |            |

A: Аланін

C: Цистеїн

D: Аспарагінова кислота

E: Глутамінова кислота

F: Фенілаланін

G: Гліцин

H: Гістидин

I: Ізолейцин

K: Лізин

L: Лейцин

M: Метіонін

N: Аспарагін

P: Пролін

Q: Глутамін

R: Аргінін

S: Серин

T: Треонін

V: Валін

Задіяний у такому біологічному процесі, як альтернативний сплайсинг. 
Секретований назовні.